# 莫西帕諾韋
49°38′22″N 36°44′41″E / 49.63944°N 36.74472°E
莫西帕諾韋（烏克蘭語：Мосьпанове）是位於烏克蘭東部的村莊，由哈爾科夫州丘胡伊夫区的馬利尼夫卡市鎮負責管轄。該村距離亞維爾斯凱3公里，始建於1838年，面積5.16平方公里，海拔高度107米，2001年人口1,050。